# Лозаннська конференція (1922—1923)
Лозаннська конференція 1922—1923 років — міжнародна конференція, скликана за ініціативою Великої Британії, Франції та Італії для врегулювання становища на Близькому Сході після греко-турецької війни та перемоги Кемалістської революції. Відбувалася в Лозанні (Швейцарія) з 20 листопада 1922 року по 24 липня 1923 року.

## Учасники
У роботі конференції брали участь Велика Британія, Французька республіка, Королівство Італія, Грецьке королівство, Румунське королівство, Королівство Сербів, Хорватів і Словенців, Японська імперія, США (представлені спостерігачем), Туреччина. Держави Антанти обмежили участь радянської делегації, а також Болгарського царства лише обговоренням питання про режим Чорноморських проток. При розгляді низки окремих питань, головним чином економічних, на Лозаннській конференції були допущені делегати Князівства Албанія, Бельгії, Королівства Іспанія, Португальської республіки, Нідерландів, Норвегії та Швеції.

## Перший етап
Основними завданнями Лозаннської конференції були підготовка мирного договору з Туреччиною і визначення режиму Чорноморських проток. Проєкт радянської делегації з питання по протоках, основні положення якого були сформульовані В. І. Леніним, передбачав задоволення національних прагнень Туреччини, закриття проток для всіх військових кораблів у мирний і воєнний час і повну свободу торговельного мореплавства.
Британська позиція в питанні про протоках, з якою були солідарними інші держави Антанти, передбачала вільний прохід через протоки військових суден всіх країн у мирний, а також у воєнний час у випадку, якщо Туреччина залишиться нейтральною. У випадку участі останньої у війні передбачався вільний прохід військових суден нейтральних країн. Британська делегація вимагала також демілітаризації Чорноморських проток і встановлення за ними міжнародного контролю за участю не тільки чорноморських країн, але й держав Антанти.
Туреччина погодилася з британським проєктом, розраховуючи на підтримку Великої Британії в економічному, територіальному та ін. питаннях. Однак британська делегація в ультимативній формі зажадала від турецької делегації підписання виробленого державами Антанти проєкту мирного договору на невигідних для Туреччини умовах. Турецька делегація не погодилася, і 4 лютого 1923 року переговори були перервано. Вони відновилися лише 23 квітня 1923 р.

## Другий етап
На другому етапі Лозаннської конференції обговорювалися головним чином питання мирного договору з Туреччиною. Завдяки ряду поступок як з боку держав Антанти, так і з боку Туреччини, конференція завершилася підписанням 17 документів, серед яких найважливішими є Лозаннський мирний договір 1923 р. і конвенція про режим проток.
Конвенція була підписана 24 липня 1923 року Великою Британією, Французькою республікою, Королівством Італія, Японською імперією, Грецьким королівством, Болгарським царством, Королівством Румунія, Королівством Сербів, Хорватів і Словенців, Туреччиною. Конвенція, передбачаючи демілітаризацію зони проток, водночас допускала вільний прохід через Босфор і Дарданелли не тільки торговельних, але і військових суден (з незначними обмеженнями) будь-якої країни світу, що створювало ненормальні умови для чорноморських країн. Решта 15 документів, підписані на конференції, стосувалися наступних питань: про повернення полонених, про взаємний обмін грецького і турецького населення тощо.